# Scyllaeidae
Scyllaeidae är en familj av snäckor. Scyllaeidae ingår i ordningen nakensnäckor, klassen snäckor, fylumet blötdjur och riket djur. Enligt Catalogue of Life omfattar familjen Scyllaeidae 2 arter.
Kladogram enligt Catalogue of Life:
| Scyllaeidae | \| \| Notobryon \| \| \| \| \| \| Scyllaea \| \| \| \| |
|             | \| \| Notobryon \| \| \| \| \| \| Scyllaea \| \| \| \| |
|             | Notobryon                                              |
|             |                                                        |
|             | Scyllaea                                               |
|             |                                                        |